# Río Pioneer
El río Pioneer (del inglés: Pioneer River) es un corto río de Australia que se encuentra en el estado de Queensland. Nace en la cordillera, cerca de Connors Clarke, y fluye en dirección norte por el valle Pioneer, una de las zonas más ricas de Australia, donde se cultiva la caña de azúcar. La ciudad de Mackay se encuentra en su ribera derecha, antes de llegar al mar. Tiene una longitud de 120 km y sus principales afluentes son el río Cattle Creek y el río Blacks Creek.
Es un río muy propenso a las inundaciones, siendo la última en el año 2008, en la que su cota máxima alcanzó los 7 m de altura, debido a una gran lluvia que se abatió sobre Mackay en la que se registraron 600 mm en tan solo seis horas. Desde el año 1884 se llevan registros del río y desde ese año se produjeron inundaciones en 20 oportunidades, siendo la más importante la del año 1958 en que el río alcanzó una altura de 9,14 m.